# Argyrolagus
Argyrolagus is een geslacht van uitgestorven buideldieren die voorkwamen van het Laat-Mioceen tot het Laat-Plioceen. Er zijn, naast de typesoort, nog twee soorten in dit geslacht benoemd.

## Beschrijving
Soorten uit dit geslacht waren kleine marsupiale herbivoren. De dieren leken uiterlijk op een kleine kangoeroe, met lange achterpoten met twee tenen, en een lange, zware staart. De kop had een puntige snuit en grote oogkassen, die ver naar achteren stonden. De dieren konden tot veertig centimeter lang worden.

## Leefwijze
Met de lange achterpoten konden de dieren zich snel verplaatsen over de woestijngrond, in evenwicht gehouden door de lange, zware staart. Gezien de grote ogen hebben ze waarschijnlijk een nachtelijk bestaan geleid. Het voedsel bestond vermoedelijk uit woestijnplanten.

## Vondsten
Fossielen werden gevonden in Patagonië.